# 14080 Heppenheim
14080 Heppenheim (1997 GB) là một tiểu hành tinh vành đai chính được phát hiện ngày 1 tháng 4 năm 1997 ở Starkenburg Observatory, Heppenheim.